# 김재홍 (1950년)
김재홍(金在洪, 1950년 1월 3일 전북 익산~ )은 대한민국의 정치학자이다.

## 생애
김재홍은 1950년 1월 3일 전라북도 익산에서 태어났다. 남성고등학교를 졸업하고 서울대학교 정치학과에서 학사·석사·박사 학위를 받았다. 미국 하버드대학교에서 중견 언론인을 위한 연수 프로그램인 '니만 펠로십'을 수료했다.
서울대학교 문리과대학 대의원회 의장으로 반독재 학생운동을 하다가 1971년에 체포돼 경찰과 중앙정보부 등에서 고문 조사를 받았고 대학 제적 후 군에 강제입영되었다. 1978년 동아일보에 기자로 입사했으나 5·18 광주 민주화 운동을 보도하기 위한 자유언론운동으로 강제해직당했다. 1988년 동아일보에 복직하여 정치부 차장을 거쳐 논설위원을 역임했으며 1993년에 관훈언론상을 받았다.
2001년 경기대학교 정치전문대학원 교수로 임용되어 교육자로서 활동하였고, 한겨레신문·경향신문·오마이뉴스 등에 칼럼을 기고하고 KBS·MBC·YTN 등에서 시사토론 사회자나 패널 등으로 참여하였다.
2004년에 열린우리당 소속 비례대표 국회의원이 되었고 제17대 국회의원으로서 문화관광위 간사, 법안심사소위원장, 정무위원, 윤리특위 위원, 국회 정치커뮤니케이션연구회 대표의원 등을 역임했다.

## 주요 이력
- 1961년 : 이리삼성초등학교 졸업
- 1964년 : 남성중학교 졸업
- 1967년 : 남성고등학교 졸업
- 1976년 : 서울대학교 정치학과 학사
- 1982년 ~ 1987년 서울대학교 대학신문사 편집국장
- 1987년 : 서울대학교 대학원 정치학 박사
- 1996년 : 미국 하버드대학교 니만펠로십 수료

## 경력
- 1971년 8월 ~ 1971년 10월 : 서울대학교 문리과대학 대의원회 의장
- 1978년 3월 ~ 1980년 8월 : 동아일보 기자
- 1980년 : 동아일보 해직
- 1982년 5월 ~ 1987년 11월 : 서울대학교 대학신문사 편집국장
- 1983년 8월 ~ 1988년 2월 : 서울대학교 사회과학대학 정치학과 강사
- 1988년 : 동아일보 기자로 복직
- 1993년 : 동아일보 정치부 차장
- 1997년 1월 : 한국정치학회 이사
- 1998년 1월 ~ 2001년 1월 : 동아일보 논설위원
- 2000년 1월 ~ 2001년 1월 : 제47대 관훈클럽 운영위원
- 2001년 3월 ~ 2002년 3월 : 경기대학교 통일안보전문대학원 교수
- 2001년 3월 : 국가안보회의 정책전문위원
- 2001년 3월 ~ 2014년 : 경기대학교 정치전문대학원 교수
- 2001년 3월 : 국정홍보처 정책평가위원
- 2001년 5월 ~ 2002년 12월 : YTN 집중조명 정치외교분야 앵커
- 2003년 : 오마이뉴스 논설주간
- 2003년 6월 ~ 2004년 5월 : 대통령자문 정책기획위원 국가발전전략분과 통일외교위원
- 2003년 9월 : 통일부 정책자문위원
- 2003년 12월 : 한국정치평론연구회 초대회장
- 2004년 1월 : 열린우리당 제17대 국회의원 총선거 공직후보자 자격 심사위원
- 2004년 5월 ~ 2008년 6월 : 제17대 열린우리당 비례대표 국회의원
- 2004년 : 한국신문윤리위원회 위원
- 2004년 7월 : 국회 문화관광위원회 간사
- 2004년 : 국회 정치커뮤니케이션연구회 회장 (대표의원)
- 2005년 : 국회 문화관광위원회 간사 겸 법안심사소위원장
- 2005년 : 의병장 이강년 선생 기념사업회 이사장
- 2005년 : 열린우리당 기획특보
- 2008년 ~ 2010년 : 경기대 정치전문대학원장, 전임교수
- 2011년 12월 ~ 2012년 : 민주평화복지포럼 정책위원장, 대변인
- 2011년 12월 ~ 2013년 4월 : 민주통합당 대선 평가위원회 간사위원
- 2013년 1월 ~ 2013년 4월 : 민주당 제18대 대통령선거 평가위원회 간사위원
- 2014년 3월 : 방송통신위원회 상임위원, 방송평가위원장
- 2015년 10월 ~ 2017년 3월 : 방송통신위원회 부위원장
- 2017년 4월 : 한양대학교 언론정보대학원 특훈교수
- 2017년 5월 ~ 2019년 4월 : 한국정치평론학회 이사장
- 2017년 : 법무법인 바른 상임고문
- 2017년 10월 ~ 2020년 8월 : 공익사단법인 정 이사장
- 2017년 : (사)71동지회 회장
- 2017년 : (재)농천장학회 이사
- 2018년 1월 ~ 2019년 11월 : 서울디지털대학교 총장
- 2019년 4월 : 한국정치평론학회 고문
- 2019년 8월 ~ 2020년 5월 : 제8대 대한컬링경기연맹 회장
- 2020년 9월 ~ : 유신청산민주연대 상임대표
- 2021년 3월 ~ : 서울미디어대학원대학교 석좌교수
- 2022년 7월 ~ : 헤럴드경제 칼럼니스트
- 2024년 3월 ~ : 80년해직언론인협의회 공동대표
- 2024년 7월 ~ : ESG실천국민연대 상임의장

## 수상 경력
- 1993년 관훈언론상
- 2012년 2011 오마이뉴스 특별상

## 저서
- 《한국정당과 정치지도자론》. 나남. 1992년 7월 10일. ISBN 8930032192
- 《군부와 권력》. 나남. 1992년 10월 10일. ISBN 8930020097
- 《운명의 술 시바스》. 동아일보사. 1994년 5월 1일. ISBN 8970900705
- 《대통령의 밤과 여자》. 동아일보사. 1994년 5월 1일. ISBN 8970900713
- 《군 1 : 정치장교와 폭탄주》. 동아일보사. 1994년 7월 20일. ISBN 8970900632
- 《군 2 : 핵개발 극비작전》. 동아일보사. 1994년 7월 20일. ISBN 8970900721
- 《박정희의 유산》. 푸른숲. 1998년 10월 10일. ISBN 8971841916 {{isbn}}의 변수 오류: 유효하지 않은 ISBN.
- 《우리 시대의 정치와 언론》. 한울. 2007년 8월 1일. ISBN 9788946036727
- 《누가 박정희를 용서했는가》. 책보세. 2012년 1월 4일. ISBN 9788993854374
- 《박정희의 후예들》. 책보세. 2012년 3월 7일. ISBN 9788993854404
- 《박정희 유전자》. 개마고원. 2012년 10월 22일. ISBN 9788957691410

## 역대 선거 결과
|  | 38.26% |

|  | 16.38% |